# Élections législatives indiennes de 1999
Les élections législatives indiennes de 1999 ont lieu du 5 septembre au 3 octobre 1999 afin d'élire les 545 députés qui composent la 13e Lok Sabha.
Elles sont remportées par l'Alliance démocratique nationale dirigée par le parti nationaliste hindou BJP. C'est la première fois qu'une coalition de parti réussit à obtenir une majorité et à former un gouvernement qui dure jusqu'à la fin de son mandat, en 2004, mettant fin à un instabilité gouvernementale qui durait depuis 1996 avec trois élections générales en trois ans.